# Кальман Дараньї
Ка́льман Да́раньї (іноді — Калман; угор. Pusztaszentgyörgyi és tetétleni Darányi Kálmán; 22 березня 1886, Будапешт — 1 листопада 1939 року, Будапешт) — угорський політик, прем'єр-міністр Королівства Угорщини у 1936-38.

## Біографія
Народився у впливовій дворянській сім'ї; його дядько Іґнац Дараньї був міністром сільського господарства Угорщини у 1895—1903 рр. Здобув юридичну освіту; деякий час працював чиновником.
У 1927 році був обраний до парламенту. У 1935 році був призначений міністром сільського господарства, а після смерті Ґембеша став прем'єр-міністром. Дараньї повернув скасоване раніше таємне голосування на виборах, однак ще більш скоротив загальну кількість виборців. Крім того, були розширені повноваження Міклоша Горті. Кабінет також провів ряд антисемітських законів. У зовнішній політиці Дараньї продовжував лінію своїх попередників на ревізію Тріанонського договору. У березні 1938 року заявив про необхідність масштабного переозброєння армії («Програма Дараньї»), проте незабаром після аншлюсу Австрії пішов у відставку. У 1938–39 роках був спікером парламенту.